# Pauline Amelinckx
Pauline Cucharo Amelinckx (Bohol, 26 de agosto de 1995) es una modelo y actriz filipina, coronada Miss Supranacional Filipinas 2023. Representó a Filipinas en Miss Supranacional 2023 quedando de primera finalista. Amelinckx compitió en el certamen Miss Universo Filipinas tres veces y fue nombrada Miss Supranacional Filipinas luego de su tercer intento, en 2023. Anteriormente fue coronada Miss Bohol 2017 y, más tarde, Mutya ng Pilipinas Global Beauty Queen 2018.

## Biografía
Nació en Tubigon, Bohol, Filipinas, de madre filipina y padre belga. Vivió a los dos años en Amberes (Bélgica) durante diez años y regresó a los doce a Filipinas. Estudió relaciones Internacionales y se especializó en estudios europeos en la Cebu Doctors' University en Mandaue, Cebú, donde se graduó con una Licenciatura en Artes en 2017.

## Trayectoria

### Concursos locales y regionales
En 2014, Amelinckx representó a Tribu Himag-ulaw de Placer, Masbate, en el certamen Sinulog Festival Queen y terminó como primer finalista. Además de su colocación, también ganó cuatro premios especiales: Mejor desempeño grupal, Miss Phoenix Petroleum, Miss Suncelular y Miss Sinulog Allphones.
El 22 de julio de 2017, fue coronada Miss Bohol 2017 en el Gimnasio de la Escuela de Sabiduría de Bohol en Bohol, Filipinas.  La primera finalista del mismo certamen fue Gazini Ganados, quien luego sería coronada Miss Universo Filipinas 2019.

### Mutya ng Pilipinas 2018
En 2018, Amelinckx compitió en el certamen Mutya ng Pilipinas, representando a Bohol. En la competencia Terno celebrada el 12 de septiembre de 2018, ganó el premio Best in Terno, así como el premio Mutya ng Camera Club de Filipinas. En la noche de coronación celebrada el 16 de septiembre de 2018, fue coronada Mutya ng Pilipinas Global Beauty Queen 2018. Su coronación la convirtió en delegada de Filipinas en el certamen Global Beauty Queen 2018, sin embargo, el certamen fue cancelado debido a tensiones en Oriente Medio.

### Miss Universo Filipinas 2020
Amelinckx compitió por primera vez en el certamen Miss Universo Filipinas en 2020, representando a Bohol. En la competencia preliminar, ganó tres premios especiales de los patrocinadores del certamen. En la noche de la coronación, recibió el premio al Rostro Más Bello. Al final, terminó tercera finalista detrás de la ganadora, Rabiya Mateo de la ciudad de Iloílo.

### Miss Universo Filipinas 2022
Amelinckx volvió a competir en 2022 y fue anunciada como candidata oficial para el certamen el 6 de abril de 2022. Al final de la noche de coronación, fue coronada Miss Universe Filipinas Charity 2022, tercera detrás de la ganadora Celeste Cortesi.

### Miss Universo Filipinas 2023
Amelinckx compitió en el certamen Miss Universo Filipinas por tercera vez, en 2023. El 18 de febrero de 2023 fue anunciada como una de las 40 delegadas que competirían en la cuarta edición del certamen. En una entrevista con el Philippine Entertainment Portal, Amelinckx expresó que tenía «miedo de que la gente... se cansara de mí», en su tercer intento en el certamen. No obstante, Amelinckx fue identificada como uno de los favoritas de los fanáticos para ganar la competencia.
En la competencia preliminar celebrada el 10 de mayo de 2023, Amelinckx acumuló diez premios especiales durante la competencia preliminar de los patrocinadores del certamen, la mayor cantidad de concursantes en esa edición. Su actuación en la competencia llevó a las publicaciones a identificarla como una de las favoritas en el certamen.
En la noche de coronación, Amelinckx ganó cinco premios especiales: Miss Jojo Bragais, Miss Titan Universe, Miss Enderun, Miss Smilee Apparel y Miss Avana.
Quedó en el top 5, la ganadora fue Michelle Dee de Macati. 

### Miss Supranacional 2023
Después de Miss Universo Filipinas 2023, Amelinckx fue designada Miss Supranacional Filipinas 2023 en una ceremonia separada celebrada en Okada Manila, convirtiéndola así en la delegada del país en el certamen Miss Supranacional 2023.
En eventos rápidos realizados previo al certamen, Amelinckx ganó el tercer desafío de Miss Supra Influencer, dándole la oportunidad de avanzar automáticamente al Top 24; y ganó la primera ronda del Supra Chat, habiendo competido contra otros siete delegados en el décimo grupo de la competencia, dándole otra oportunidad de avanzar a la semifinal del certamen. Amelinckx avanzaría a las rondas finales de ambas competiciones.  Dale Calanog de Inquirer elogió su elección de vestimenta en eventos previos al concurso, comentando que los atuendos «muestran su audacia». Para la ronda de Traje Nacional, Amelinckx usó un terno «rojo fuego» combinado con una sombrilla roja. Ehrran Montoya, quien diseñó el conjunto, describió el conjunto como una «versión moderna de la filipina».
Hacia el final del evento, Amelinckx fue anunciada como la primera finalista detrás de Andrea Aguilera de Ecuador, siendo coronada por la Miss Supranacional saliente Lalela Mswane, quien coronó a esta última como su sucesora. El resultado de Amelinckx marcó el puesto más alto de Filipinas en el certamen desde la coronación de Mutya Johanna Datul como Miss Supranacional 2013.
Después del desfile, Amelinckx viajó por Europa antes de regresar a Filipinas,  donde recibió un «gran regreso a casa» en Bohol junto con el Festival Sandugo. Tras la formación del certamen Miss Filipinas, Amelinckx fue nombrada campeona inaugural del certamen, siendo coronada por Shamcey Supsup-Lee y Jonas Gaffud.

## Defensas y problemas
Amelinckx se describe a sí misma como una «defensora del amor propio» y ha experimentado la vergüenza corporal. Ella aboga por la conservación marina, la conciencia sobre la salud mental y la positividad corporal.
Desde 2019, Amelinckx ha sido «Embajadora de la Esperanza» de la Fundación Yellow Boat of Hope, cuyo objetivo es mejorar la accesibilidad de la educación para los estudiantes en zonas remotas mediante el uso de barcos y otras instalaciones. En medio de la pandemia de COVID-19 en Filipinas, participó en la iniciativa «Hope in a Box» de la fundación, que incluyó la distribución de libros para colorear y frutas en su barangay. 
Amelinckx se desempeña como presidente del Capítulo Chocolate Hills de la JCI Filipinas.